# Smith McPherson

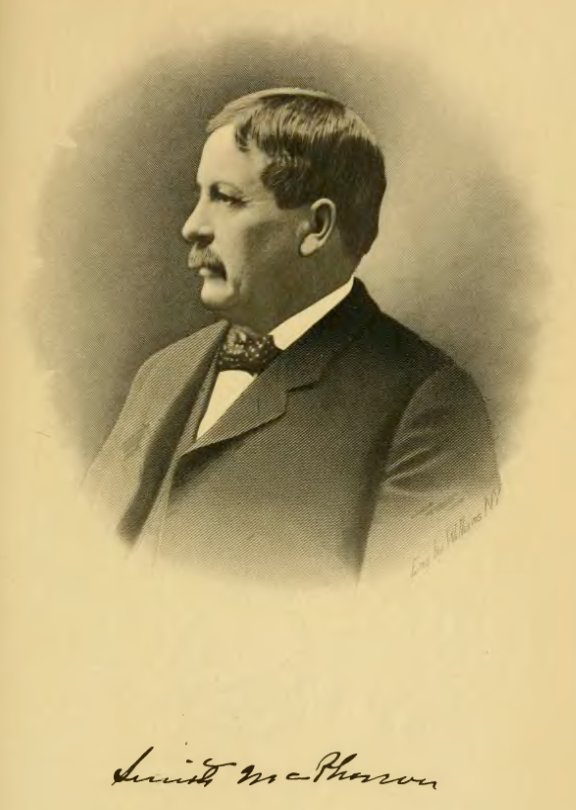
Smith McPherson

Smith McPherson (* 14. Februar 1848 bei Mooresville,  Indiana; † 17. Januar 1915 in Red Oak, Iowa) war ein US-amerikanischer Jurist und Politiker. Zwischen 1899 und 1900 vertrat er den Bundesstaat Iowa im US-Repräsentantenhaus.

## Werdegang
Smith McPherson besuchte die öffentlichen Schulen seiner Heimat einschließlich der Mooresville Academy. Nach einem anschließenden Jurastudium an der University of Iowa in Iowa City und seiner im Jahr 1870 erfolgten Zulassung als Rechtsanwalt begann er in Red Oak in seinem neuen Beruf zu praktizieren. Im Jahr 1872 wurde er Staatsanwalt. Von 1881 bis 1885 bekleidete McPherson das Amt des Attorney General seines Staates. Danach arbeitete er wieder als Rechtsanwalt.
Politisch war McPherson Mitglied der Republikanischen Partei. Bei den Kongresswahlen des Jahres 1898 wurde er im neunten Wahlbezirk von Iowa in das US-Repräsentantenhaus in Washington, D.C. gewählt. Dort trat er am 4. März 1899 die Nachfolge von Alva L. Hager an. Bereits im Juni 1900 legte McPherson sein Mandat nieder, nachdem er zum Richter am Bundesbezirksgericht für den südlichen Distrikt von Iowa ernannt worden war. Dieses Amt bekleidete er bis zu seinem Tod am 17. Januar 1915 in Red Oak.